# 李信

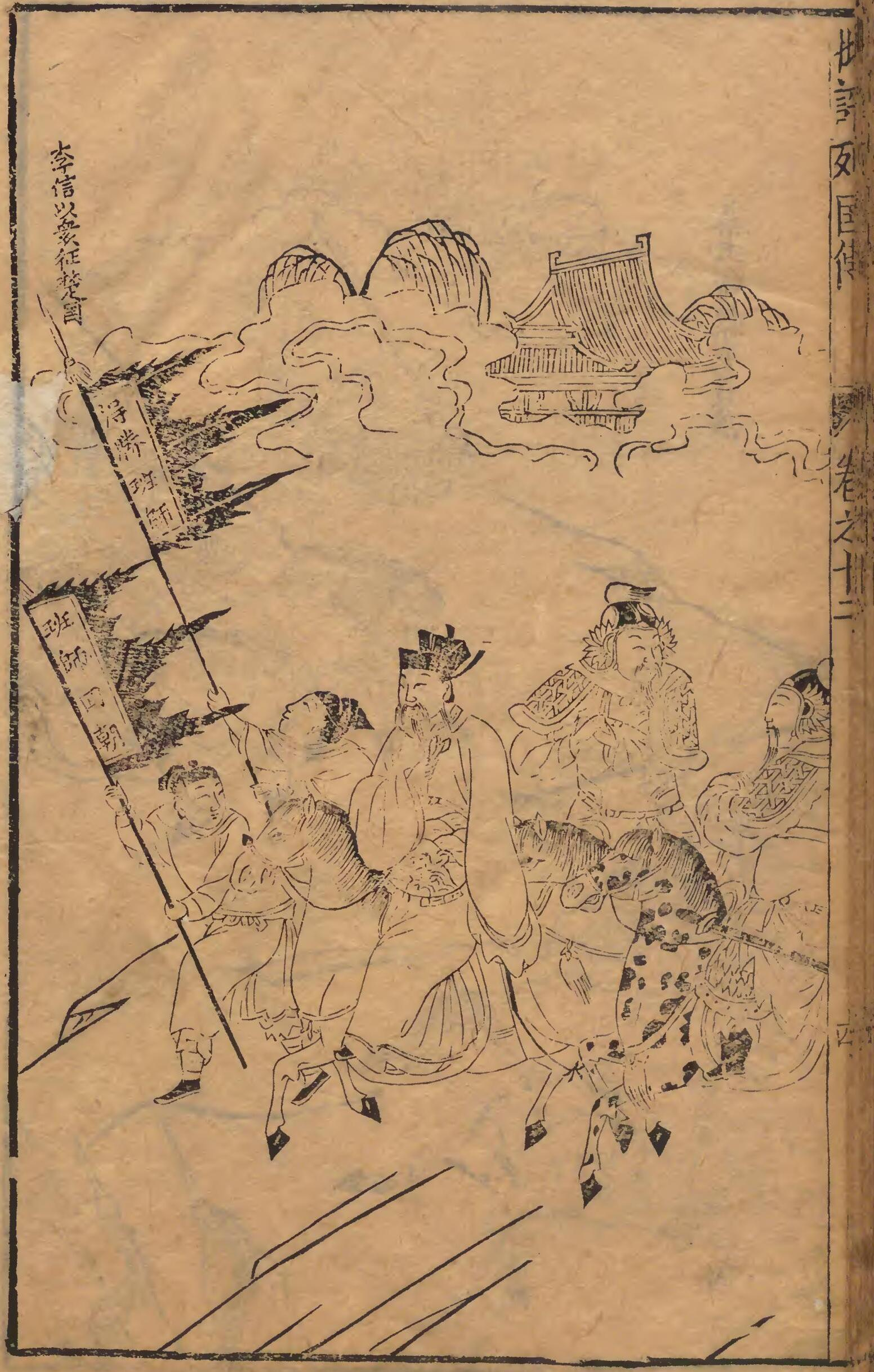
李信

李 信（り しん、生没年不詳）は、中国の戦国時代末期の秦の将軍。字は有成。槐里（現在の陝西省咸陽市興平市）の人。前漢の将軍李広の先祖にあたる。
秦王政（後の始皇帝）に仕え、諸国の統一に貢献した。『史記』白起王翦列伝および刺客列伝において、その事績が記されている。

## 生涯
秦が紀元前230年に韓を滅ぼした後（韓攻略）、趙攻めを命じられた王翦が数十万の兵を率いて漳・鄴に布陣した時、李信は太原・雲中に出征していたとされる（趙攻略）。
紀元前226年、王翦と王賁は、前年の燕の太子丹が主導した荊軻による秦王政暗殺未遂事件の報復として、燕の首都薊を攻略し、燕王喜と丹を遼東に敗走させた。李信は数千の兵の指揮を執り燕軍を追撃し、衍水の中まで追い込み、燕軍を破って丹を捕虜とした。
紀元前225年、秦王政は、楚を滅ぼすためにどれだけの兵数が必要かを諸将に諮問した。李信は、「20万で十分」と語った。一方で王翦は、「60万が必要」と答えた。秦王政は、王翦が耄碌したものと捉え、李信の案を採用し、李信と蒙恬に楚攻めを命じた。
李信は総兵員20万を二つの軍勢に分け、李信は平輿（現在の河南省駐馬店市平輿県）で、蒙恬は寝で楚軍に大勝した。さらに李信は鄢郢を攻め落とした。
その後、李信は兵を引いて西へ向かい、城父（現在の安徽省亳州市譙城区）で蒙恬と合流した。しかし、これを楚軍に攻撃され、三日三晩にわたる不休の追撃によって李信の軍は壊滅に追い込まれた。さらに楚軍に二つの拠点に侵入され、7人の都尉を討ち取られ、秦軍は潰走した。
この敗戦の報を受けた秦王政は激怒し、隠退していた王翦のもとに謝罪に訪れ、再び将として秦軍を率いてくれるよう懇願した。
翌年、李信と交代した王翦と蒙武が60万の兵の指揮を執り楚を攻め、紀元前223年に楚を滅ぼした（楚攻略）。
紀元前222年、王賁が燕と代を滅ぼすために遼東に侵攻し、李信は王賁に従って燕を攻めた。秦は燕王喜と代王嘉を捕虜とし、これを滅ぼした（燕攻略）。
紀元前221年、燕から南下し、王賁・蒙恬と共に斉を攻め、これを滅ぼした（斉攻略）。秦は天下を統一し、秦朝となった。

## 人物
『史記』白起王翦列伝において、李信は「年が若く、勇壮であった」、「（燕の太子丹を捕らえた功績により）秦王政から智勇が備わっていると評価されていた」と記されている。同書では、「秦の天下統一は王氏と蒙氏の功績が特に大きく、その名は後世にまで伝えられている」と記されている一方で、李信については触れられていない。
対楚戦の失敗後も粛清されず、子孫が残っていることから、秦王政より李信は信用を得ていたと考えられる。
現在では司馬遷の『史記』以外の史料はほぼ散逸して、李信の事跡には不明な点が多い。

## 『新唐書』宗室世系表の李信
以下の本節は『新唐書』宗室世系表上（以下、宗室世系表と略す）という史料に基づいて記述する。宗室世系表は唐の皇帝の一族とされる隴西李氏の族譜をもとに宋代に成立した記録であり、その内容には唐の宗室の出自と家格を高貴化するための粉飾があると考えられている。
宗室世系表によると、隴西李氏は嬴姓の出自であり、顓頊高陽氏の子孫とされている。李信の祖先には、李耳（老子）の名がみられる。李信の祖父の李崇は、字を伯祐といい、秦の隴西郡守・南鄭公となった。李信の父の李瑤は、字を内徳といい、秦の南郡郡守・狄道侯となった。李信は字を有成といい、秦の大将軍・隴西侯となった。李信の子の李超は、またの名を伉ともいい、字を仁高といい、漢の大将軍・漁陽太守となった。李超にはふたりの男子があって、長男が李元曠といい、漢の侍中となった。李超の次男は李仲翔といい、漢の河東太守・征西将軍となり、反乱を起こした羌を素昌で討伐して戦没した。李仲翔は太尉の位を追贈され、隴西郡狄道県東川に葬られたことから、李氏はここに家をかまえた。李仲翔の子の李伯考は漢の隴西河東二郡太守となった。李伯考の子の李尚が、漢の成紀県令となり、このため成紀県に居住した。李尚の子が、漢の前将軍の李広であるとされる。李広以下の子孫の記録は、五胡十六国時代の西涼の李暠へと続き、唐の高祖李淵にいたる。また宗室世系表以外では李白も前述の李暠の九世の子孫と記されている。
漢の李広の祖先が李信であることは、『史記』李将軍列伝にも見られるが、宗室世系表に見えるその間の4代については全く古い史料の裏づけがない。李信自身についても、字や官爵のことは他に見られない。李信の父祖についても同様である。